# Single numer jeden w roku 1985 (USA)
Notowanie Billboard Hot 100 przedstawia najlepiej sprzedające się single w Stanach Zjednoczonych. Publikowane jest ono przez magazyn Billboard, a dane kompletowane są przez Nielsen SoundScan w oparciu o cotygodniowe wyniki sprzedaży cyfrowej oraz fizycznej singli, a także częstotliwość emitowania piosenek na antenach stacji radiowych.

## Historia notowania
| Data publikacji | Piosenka                            | Artysta                       |
| --------------- | ----------------------------------- | ----------------------------- |
| 5 stycznia      | "Like a Virgin"                     | Madonna                       |
| 12 stycznia     | "Like a Virgin"                     | Madonna                       |
| 19 stycznia     | "Like a Virgin"                     | Madonna                       |
| 26 stycznia     | "Like a Virgin"                     | Madonna                       |
| 2 lutego        | "I Want to Know What Love Is"       | Foreigner                     |
| 9 lutego        | "I Want to Know What Love Is"       | Foreigner                     |
| 16 lutego       | "Careless Whisper"                  | Wham! feat. George Michael    |
| 23 lutego       | "Careless Whisper"                  | Wham! feat. George Michael    |
| 2 marca         | "Careless Whisper"                  | Wham! feat. George Michael    |
| 9 marca         | "Can′t Fight This Feeling"          | REO Speedwagon                |
| 16 marca        | "Can't Fight This Feeling"          | REO Speedwagon                |
| 23 marca        | "Can't Fight This Feeling"          | REO Speedwagon                |
| 30 marca        | "One More Night"                    | Phil Collins                  |
| 6 kwietnia      | "One More Night"                    | Phil Collins                  |
| 13 kwietnia     | "We Are the World"                  | USA for Africa                |
| 20 kwietnia     | "We Are the World"                  | USA for Africa                |
| 27 kwietnia     | "We Are the World"                  | USA for Africa                |
| 4 maja          | "We Are the World"                  | USA for Africa                |
| 11 maja         | "Crazy for You"                     | Madonna                       |
| 18 maja         | "Don't You (Forget About Me)"       | Simple Minds                  |
| 25 maja         | "Everything She Wants"              | Wham!                         |
| 1 czerwca       | "Everything She Wants"              | Wham!                         |
| 8 czerwca       | "Everybody Wants to Rule the World" | Tears for Fears               |
| 15 czerwca      | "Everybody Wants to Rule the World" | Tears for Fears               |
| 22 czerwca      | "Heaven"                            | Bryan Adams                   |
| 29 czerwca      | "Heaven"                            | Bryan Adams                   |
| 6 lipca         | "Sussudio"                          | Phil Collins                  |
| 13 lipca        | "A View to a Kill"                  | Duran Duran                   |
| 20 lipca        | "A View to a Kill"                  | Duran Duran                   |
| 27 lipca        | "Everytime You Go Away"             | Paul Young                    |
| 3 sierpnia      | "Shout"                             | Tears for Fears               |
| 10 sierpnia     | "Shout"                             | Tears for Fears               |
| 17 sierpnia     | "Shout"                             | Tears for Fears               |
| 24 sierpnia     | "The Power of Love"                 | Huey Lewis and the News       |
| 31 sierpnia     | "The Power of Love"                 | Huey Lewis and the News       |
| 7 września      | "St. Elmo’s Fire (Man in Motion)"   | John Parr                     |
| 14 września     | "St. Elmo’s Fire (Man in Motion)"   | John Parr                     |
| 21 września     | "Money for Nothing"                 | Dire Straits                  |
| 28 września     | "Money for Nothing"                 | Dire Straits                  |
| 5 października  | "Money for Nothing"                 | Dire Straits                  |
| 12 października | "Oh Sheila"                         | Ready for the World           |
| 19 października | "Take on Me"                        | a-ha                          |
| 26 października | "Saving All My Love for You"        | Whitney Houston               |
| 2 listopada     | "Part-Time Lover"                   | Stevie Wonder                 |
| 9 listopada     | "Miami Vice Theme"                  | Jan Hammer                    |
| 16 listopada    | "We Built This City"                | Starship                      |
| 23 listopada    | "We Built This City"                | Starship                      |
| 30 listopada    | "Separate Lives"                    | Phil Collins i Marilyn Martin |
| 7 grudnia       | "Broken Wings"                      | Mr. Mister                    |
| 14 grudnia      | "Broken Wings"                      | Mr. Mister                    |
| 21 grudnia      | "Say You, Say Me"                   | Lionel Richie                 |
| 28 grudnia      | "Say You, Say Me"                   | Lionel Richie                 |